# 1921 في رومانيا
فيما يلي قوائم الأحداث التي وقعت خلال عام 1921 في رومانيا.

## سياسة

### انتهاء فترة المنصب
- 18 ديسمبر – أليكسندرو أفيريسكو قائمة رؤساء وزراء رومانيا.

## رياضة
- 1 يناير – بولتيهنيكا تيميسوارا

## مواليد

### أكتوبر
- 25 أكتوبر – ميخائيل ملك رومانيا آخر ملوك رومانيا التي تحولت لجمهورية فيما بعد.

### نوفمبر
- 13 نوفمبر – يوسف كوفاتش لاعب كرة قدم روماني.